# NGC 2543
NGC 2543 is een balkspiraalstelsel in het sterrenbeeld Lynx. Het hemelobject werd op 3 februari 1788 ontdekt door de Duits-Britse astronoom William Herschel.

## Synoniemen
- IC 2232
- IRAS08096+3624
- UGC 4273
- KCPG 157
- MCG 6-18-14
- KUG 0809+364B
- ZWG 178.35
- PGC 23028